# Balanophis ceylonensis
Balanophis ceylonensis är en ormart som beskrevs av Günther 1858. Balanophis ceylonensis är ensam i släktet Balanophis som ingår i familjen snokar. IUCN kategoriserar arten globalt som nära hotad. Inga underarter finns listade.
Arten förekommer i fuktiga område på sydvästra Sri Lanka. Den vistas i låglandet och i låga bergstrakter upp till 900 meter över havet. Regionen är täckt av skog. Individerna gömmer sig i lövskiktet och de har främst grodor som föda. Honor lägger ägg.